# 珍妮特·杰克逊
阿拉贝拉·珍妮特·夏洛特·莫布雷·"珍妮特"·杰克逊（英語：Arabella Jeanette Charlotte Violet Mowbray "Janet" Jackson；1891年9月28日—1960年11月21日）是爱尔兰的高尔夫球手，并于1913年、1914年、1919年、1920年、1923年和1925年赢得了爱尔兰女子业余锦标赛冠军 。

## 早年生活与家庭
杰克逊于1891年9月28日出生在都柏林菲茨威廉广场44号。她是霍华德·威廉·“亨利”·杰克逊（1855-1930），一名来自弗马纳郡的大律师，和来自都柏林的阿拉贝拉·艾米丽·贝拉·杰克逊的女儿。她的父亲后来主政王座法院，并在1919至1926年间担任首席大法官。他年轻时就曾是运动员，曾打过板球，还曾作为桨手参加国际比赛，也参加过橄榄球比赛并于1877年对阵英格兰时赢得了比赛冠军。杰克逊的母亲贝拉是一名出色的高尔夫球手，曾参加爱尔兰的国际比赛以及英国对阵爱尔兰的锦标赛。杰克逊十几岁开始打高尔夫球，并于1908年成为爱尔兰高尔夫俱乐部的女选手。她有时还与灰石和皇家唐郡俱乐部有联系。她的兄弟西里尔·“克拉克”·杰克逊是一位网球运动员，曾是1931年爱尔兰戴维斯杯球队的非选手队长。

## 高尔夫职业生涯
杰克逊与梅贝尔·哈里森和帕特里夏·詹姆森处于相同时代，并且是20世纪初期爱尔兰最优秀的女高尔夫球手之一。杰克逊的高尔夫生涯从1911年持续到1935年。她六次赢得爱尔兰女子业余业余锦标赛冠军；1913年（拉欣奇高尔夫俱乐部）、1914年（卡斯尔洛克俱乐部）、1919年 （波特马诺克俱乐部）、1920年（波特拉什俱乐部）、1923年（波特马诺克俱乐部）与1925年（拉欣奇俱乐部）。1925年赢得的冠军使她成为第一名六次赢得比赛的女性选手，超越了赢得冠军五次的梅·赫兹莱特。她在1913年至1920年连续取得四场胜利，而在1915年至1918年之间没有举行比赛，与罗纳·阿黛尔的成绩相同。根据她的建议，比赛后来改名为爱尔兰女子高尔夫锦标赛。
杰克逊从未在英国女子业余比赛中获胜。她在1913年的半决赛中失败，而1920年和1921年以一洞之差落败。她在1921年赢得了金花瓶高尔夫比赛的冠军，击败了当时英国顶级女球手美国女子业余选手冠军亚历克斯·斯特林. 里奇在自传中形容杰克逊为“长期从事高尔夫运动的选手，也是当今最好的球员之一。她的击球风格流露着自信……在比赛和得奖方面都同样擅长。”
杰克逊于1913年首次代表爱尔兰参加国际比赛获得冠军，且直到1934年每年都参加了比赛。她是岛屿俱乐部队的队长，该队在1928年的爱尔兰女子高级杯中获胜。1929年该队卫冕时她也是团队成员之一她还曾在1921年担任岛屿俱乐部的女队长，并在1920年被女子高尔夫联盟授予“临时”职位。杰克逊还是一名灵活的网球运动员，在1914年和1919年赢得了爱尔兰女子双打网球冠军。
在高尔夫选手中，她以身高和力量著称，并具有强大的耐力。她被描述为“一个有力且颇有前卫风格的强壮球员”（《泰晤士报》，1914年5月9日），而不是一名优雅的选手。拉欣奇和向阳高尔夫俱乐部的课程最适合她的比赛。杰克逊在许多出版物上发表了大量关于高尔夫运动的文章，并于1930年代初与爱尔兰女子高尔夫联盟一起为爱尔兰的高尔夫球场设定了得分等级标准界限。

## 晚年生活与逝世
1930年代，杰克逊移居到靠近向阳高尔夫俱乐部的伯克郡向阳山。她定期参加坎伯利·希思的俱乐部比赛，并且是温特沃斯俱乐部的成员。1960年12月21日，她逝世于伯克郡。